# Hauteville, Fribourg
Hauteville är en ort och kommun i distriktet Gruyère i kantonen Fribourg, Schweiz. Kommunen har 730 invånare (2023).